# Finland ved vinter-PL 2018
Finland deltog ved vinter-PL 2018 i Pyeongchang, Sydkorea i perioden 9.-18. marts 2018.

## Medaljer
Finland endte på en delt 16.plads på medaljeoversigten. 
| 2018 Pyeongchang | Guld | Sølv | Bronze | Total |
| Finland          | 1    | 0    | 2      | 3     |

### Medaljevindere
| Medalje | Navn              | Sport        | Event                                    | Dato      |
| ------- | ----------------- | ------------ | ---------------------------------------- | --------- |
| Guld    | Matti Suur-Hamari | Snowboarding | Mændenes snowboard cross SB-LL2          | 12. marts |
| Bronze  | Ilkka Tuomisto    | Langrend     | Mændenes 1.5 km sprint Klassisk, stående | 14. marts |
| Bronze  | Matti Suur-Hamari | Snowboarding | Mændenes banked slalom SB-LL2            | 16. marts |